# جورجا فاکس (بازیکن فوتبال)
جورجا فاکس (انگلیسی: Jorja Fox؛ زادهٔ ۲۸ اوت ۲۰۰۳) بازیکن فوتبال اهل انگلستان است.
وی همچنین در تیم‌های ملی فوتبال England women's national under-17 football team و England women's national under-19 football team بازی کرده‌است.